# کاستل دی ایری
کاستل دی ایری (به ایتالیایی: Castel di Ieri) یک کومونه در ایتالیا است که در استان لاکویلا واقع شده‌است.

## خصوصیات
کاستل دی ایری ۱۸٫۷۵ کیلومترمربع مساحت و ۳۲۶ نفر جمعیت دارد و ۵۱۹ متر بالاتر از سطح دریا واقع شده‌است.